# Armia Ludowa

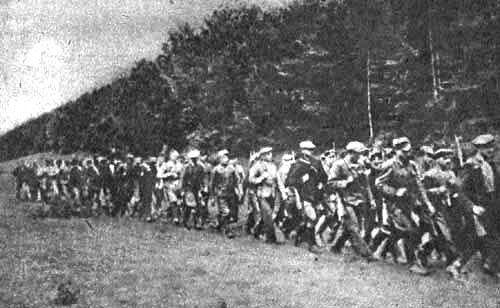
Unidade de rebemldes da Armia Ludowa (Exercito Popular)

O Armia Ludowa (em português Exército do Povo) foi um movimento de resistência  comunista polaco na Segunda Guerra Mundial. A sua função era o apoio às ações da URSS. O Armia Ludowa fora também o principal movimento de resistência a não se aliar ao governo polaco no exílio em Londres.
O movimento foi criado em 6 de janeiro de 1942 quando o Krajowa Rada Narodowa (governo comunista polaco criado na URSS) decidiu integrar o movimento Gwardia Ludowa (Guarda do Povo) e seus 10 000 homens numa nova e maior estrutura. Quando, no final de julho de 1944, as forças soviéticas entravam na Polónia, os efetivos do movimento contavam com cerca de 30 000 homens (dos quais 6 000 totalmente envolvidos em ações de combate). 

A 21 de julho de 1944 o Armia Ludowa foi integrado no exército polaco, lutando ao lado do exército soviético.